# Nikolai Jewgenjewitsch Markow

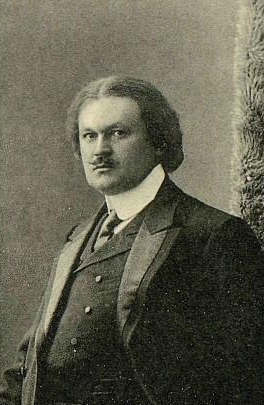
Nikolai Markow (1910)

Nikolai Jewgenjewitsch Markow (russisch Николай Евгеньевич Марков; * 21.jul. / 2. April 1866greg. in Simferopol, Russisches Kaiserreich; † 22. April 1945 in Wiesbaden) war ein russischer Politiker und antisemitischer Publizist.

## Leben
Nikolai Jewgenjewitsch Markow entstammte einer adligen Familie, die im Gouvernement Kursk über Großgrundbesitz verfügte. Markow absolvierte das Moskauer Kadettenkorps (bis 1883) und studierte dann am St. Petersburger Zivilingenieur-Institut zusammen mit Wiktor Andrejewitsch Welitschkin, Illarion Alexandrowitsch Iwanow-Schitz und Lew Nikolajewitsch Kekuschew, die alle bekannte Architekten wurden. Nach dem Studium arbeitete er als Ingenieur bei der Kursk-Kiewer Eisenbahn. Als Architekt projektierte er die Kathedrale in Konotop, worauf ihm jedoch weitere Projekte nicht gelangen.
Nach der Revolution von 1905 engagierte sich Markow im Bund des russischen Volkes, einer monarchistisch-nationalistischen Organisation, die zu den Schwarzen Hundertschaften gerechnet wird. Von 1907 bis 1917 war er unter dem Namen „Markow II“ Abgeordneter der Staatsduma, wo er zur äußersten Rechten zählte.
1917 floh er vor der Oktoberrevolution zunächst nach Finnland, 1920 ließ er sich in Berlin nieder und engagierte sich in „weißen“ Kreisen des russischen Exils: Er war Redakteur der russischsprachigen Zeitschrift Двуглавый орёл (Dwuglawy Orjol, deutsch: „Doppeladler“), von 1921 bis 1931 amtierte er als Vorsitzender des „Obersten Monarchistischen Rats“ (Высший монархический совет, Wysschi monarchitscheski sowet), einer politischen Vereinigung zarentreuer Exilrussen. Als der Rat Mitte der 1920er Jahre sein Organisationszentrum nach Paris verlagerte, zog Markow ebenfalls dorthin.
Die Machtergreifung der Nationalsozialisten in Deutschland begrüßte er, weil er hoffte, Hitler würde Russland vom, wie er meinte, „Jüdischen Bolschewismus“ befreien. Während des Berner Prozesses von 1933 bis 1935, bei dem es um die Protokolle der Weisen von Zion ging, einer antisemitischen Hetzschrift, die eine jüdische Weltverschwörung zu belegen versucht, unterstützte Markow den Gutachter der Beklagten, den deutschen Nationalsozialisten Ulrich Fleischhauer. 1935 kehrte er ins nationalsozialistische Deutschland zurück und ließ sich in Erfurt nieder, wo Fleischhauers Welt-Dienst seinen Sitz hatte, eine antisemitische Nachrichtenagentur, für deren russischsprachige Ausgabe Markow ab 1936 verantwortlich war. 1939 wurde der Welt-Dienst von Alfred Rosenberg übernommen und nach Frankfurt am Main verlegt. Markow zog ebenfalls dorthin. 1944 trat er noch einmal mit einer Broschüre über Juden als Parasiten an die Öffentlichkeit. 1945, zwei Wochen vor Kriegsende in Europa, starb er in Wiesbaden.

## Werk
Markows Veröffentlichungen sind von einem durchgehenden Antisemitismus und weit ausgreifenden Verschwörungstheorien bestimmt. Sein Hauptwerk Войны тёмных сил (Vojny tëmnych sil, „Die Kriege der dunklen Mächte“) erklärt die gesamte Geschichte der letzten beiden Jahrtausende als ununterbrochenen Abwehrkampf des Christentums gegen vermeintliche antichristliche Verschwörungen von Häretikern, Satanisten, Juden, Freimaurern, Sozialisten usw. Es erschien in zwei Bänden 1928 und 1930, der erste Band kam 1935 auch in deutscher Übersetzung heraus. Da Markows Antisemitismus hauptsächlich religiös begründet war und ihm die rassistische Komponente fehlte, hatte er immer wieder Probleme, seine Werke im nationalsozialistischen Deutschland veröffentlichen zu lassen. 1944 brachte er zwei Werke über Juden als angebliche Parasiten und über ihr vermeintlich verderbliches Wirken in Russland seit dem 17. Jahrhundert heraus.

## Schriften (Auswahl)
- Войны тёмных сил. [Vojny tëmnych sil]. Zwei Bände, Paris 1928 und 1930.
  - deutsch unter dem Titel Der Kampf der dunklen Mächte (Jahr 1 n. Chr. bis 1917). Historische Übersicht über die menschenfeindliche Tätigkeit des Judentums, vor allem in Rußland. Übersetzung W. Klingelhöfer[5]. Welt-Dienst-Verlag, Erfurt 1935 (nur Bd. 1 erschienen).
- Die Rolle des Judentums in Rußland seit seinem Erscheinen im 17. Jahrhundert bis zu seiner Machtergreifung 1917. Welt-Dienst-Verlag, Frankfurt am Main 1944. [19 Seiten]
- Der Jude ist der Parasit des Bauerntums. Welt-Dienst-Verlag, Frankfurt am Main 1944. [10 Seiten]
- Das auserwählte Volk. Im Spiegel seiner eigenen Schriften. Aus dem Russischen übersetzt. Bodung, Erfurt 1936 [Die 20-Pfennig-Hefte; Heft 1; 36 Seiten]